# Лига наций КОНКАКАФ 2022/2023 (Лига C)
Лига наций КОНКАКАФ 2022—2023 годов Лига C — второй дивизион Лиги наций КОНКАКАФ с участием мужских национальных сборных, которые пройдут в 2022 году.

## Формат
Лига C состоит из тринадцати команд. Лига разделена на четыре группы по четыре и три команды. Команды соревнуются дома и на выезде по круговойму формату. Четыре победителя групп будут переведены в лигу B следующего сезона.

### Посев команд
Распределение команд в соответствии с текущим рейтингом КОНКАКАФ (2022 год).
| Команда           | Группа | Рейтинг КОНКАКАФ |
| ----------------- | ------ | ---------------- |
| Сент-Китс и Невис |        | 21               |
| Пуэрто-Рико       |        | 28               |
| Бонайре           |        | 29               |
| Сент-Люсия        |        | 30               |

| Команда           | Группа | Рейтинг КОНКАКАФ |
| ----------------- | ------ | ---------------- |
| Доминика          |        | 32               |
| Аруба             |        | 34               |
| Каймановы Острова |        | 35               |
| Теркс и Кайкос    |        | 36               |

| Команда                         | Группа | Рейтинг КОНКАКАФ |
| ------------------------------- | ------ | ---------------- |
| Сен-Мартен                      |        | 37               |
| Синт-Мартен                     |        | 38               |
| Американские Виргинские Острова |        | 39               |
| Ангилья                         |        | 40               |
| Британские Виргинские Острова   |        | 41               |